# Gonomyia anxia
Gonomyia anxia är en tvåvingeart som beskrevs av Alexander 1934. Gonomyia anxia ingår i släktet Gonomyia och familjen småharkrankar. Inga underarter finns listade i Catalogue of Life.